# Mondo Ibérica
Mondo Ibérica es una empresa española dependiente de la compañía italiana Mondo y se dedica a la fabricación de pavimento y equipamiento deportivo.

## Historia
En 1988 se creó Mondo Ibérica en Zaragoza (España), aprovechando la participación de Mondo como proveedor oficial de los Juegos Olímpicos de Barcelona. Mondo Ibérica es ahora el centro de diseño, investigación y producción de equipamiento deportivo, pavimento de madera, asientos, graderíos y electrónica deportiva para todo el Grupo MONDO.
En el año 2002 se creó Mondo Tufting en Borja (Zaragoza), como centro productivo del grupo Mondo para la fabricación de césped artificial tanto para uso deportivo como decorativo. Su producción es de más de 2,7 millones de m² al año. Actualmente, sus instalaciones cuentan con un laboratorio especializado en I+D+i de césped artificial. La empresa está certificada conforme a la norma UNE EN ISO 166002-2006, la cual indica que tiene implantado un sistema de gestión de la innovación tecnológica y la I+D+i para la investigación, desarrollo e innovación de tecnologías textiles y materiales de fibras para césped artificial.
Mondo Ibérica cuenta con nueve delegaciones propias, distribuidas por todo el país. Desde las oficinas centrales de Zaragoza, se dirigen las acciones comerciales del grupo Mondo en España, Portugal y África.

## Grupo Mondo
Mondo nace en 1948 como productor de balones de uno de los deportes más practicados en el Piamonte italiano; “il palla-pugno”.
Mondo es, sesenta años después, un grupo internacional compuesto por más de 30 compañías repartidas por Europa, América y Asia. El Grupo Mondo cuenta con más de 1500 empleados y 11 centros productivos, (5 en Italia, 3 en España, 1 en Luxemburgo, 1 en Canadá y 1 en China). Sus productos se comercializan en al menos 196 países.[cita requerida]
La compañía está dividida en tres divisiones: Mondo Sport & flooring, Mondo Toys y Mondo Marine.
Mondo ha sido Proveedor Oficial del pavimento y equipamiento deportivo de los Juegos Olímpicos en las 9 últimas ediciones y lo será también en los de Londres 2012.[cita requerida]